# Vicenç Acuña i Requejo
Vicenç Acuña i Requejo (* 21. September 1946 in Huelva) ist ein spanischer Musikpädagoge und Komponist. Er wurde im September 1946 im andalusischen Huelva geboren, lebte mit seiner Familie seit 1947 in Barcelona, wuchs so in katalanische Musiktraditionen hinein und wurde unter anderem als Komponist für Sardanas und Coblamusik bekannt.

## Leben und Werk
Sein Einstieg in die Welt der Musik erfolgte in der Escolania de la Mercè (Kirchenchor der Basilika La Mercè in Barcelona) und in der Kinderabteilung des Orfeó Català. Er studierte hier Solfeig bei Antoni Pérez Moya, Pérez Simó und Joan Tomàs. Später nahm er ein Musikstudium am Städtischen Musikkonservatorium von Barcelona unter anderem bei Xavier Montsalvatge, Antoni Ros Marbà und Enric Ribó auf. Er erwarb sich einen Abschluss als Lehrer für Solfeig, Komposition und Orchesterleitung.
Sein kompositorisches Werk wurde erst ab 1978 bekannt und veröffentlicht, nachdem sein Chorwerk Cançó de bressol („Wiegenlied“) in Molins de Rei aufgeführt wurde. Er gewann einige Kompositionswettbewerbe wie den Premi València de Música de Cambra (1973), den Premio Asturias (1978) und den Enric Morera Wettbewerb (1980). Vicenç Acuña entwickelte einen hoch persönlichen Musikstil in Kammermusik und Chorwerken, der weitgehend auf der klassischen Tradition basiert. Für die Komposition von Sardanas gewann er mehrere Preise für Werke eines hoch eigenen, charakteristischen Stils.
Neben seiner kompositorischen Tätigkeit wirkte er von 1977 bis 1993  als Professor für Harmonielehre am Conservatori Superior de Música de Barcelona und seit 1993 als Professor für Kontrapunkt und Fuge ebenda.

## Werke (Auswahl)

### Solo
- "Reaccions", Klavier (1979)
- "Preludi", Klavier (1983)
- "Amor joi mi renovella", Gitarre (1984)

### Kammermusik
- "Ocells perduts II", für 4 Gitarren (1975)
- "Idil·li", für 2 Gitarren (1977)
- "Alliberació", für Klarinette, Perkussion und Cello (1978)
- "Ocells perduts IV" (1986)
- "Inici de càntic", für Flöte, Klarinette, Fagott, Perkussion, Klavier, Violine, Viola und Cello (1989)
- "Discantus", für Streichquartett (1990)

### Chor
- "L’home que llaura", für Chor und Orchester (1972)
- "A València hi ha una dama", gemischter Chor (1973)
- "M’agrada sentir la sardana de lluny", für Chor und Cobla (1974)
- "Dessobra la terra", gemischter Chor (1976)
- "Nadal prop del mar", gemischter Chor (1976)
- "El viaje definitivo", Männerchor (1976)
- "Pater Noster", gemischter Chor (1977)
- "Ave Maria", für Kinderchor (1978)
- "Assaig de càntic al temple", gemischter Chor (1982)
- "La sardana", für Chor und Cobla (1982)
- "Casa pagesa", gemischter Chor (1983)
- "Manzanita colorada", gemischter Chor (1984)
- "Tres cançons dels Beatles", gemischter Chor (1985)
- "Cançó de bressol", für Kinderchor, 2 Flöten, Klavier und Cello (1986)

### Cobla
- "Dalt dels bessons" (1973)
- "Ciutat submergida" (1977)
- "Poema urbà" (1984)
- "Ball de Santa Tecla" (1984)
- "Quima" (1987)
- "Vells sons, nous sons" (1987)
- "La sirena i el dofí" (1988)
- "Tardor" (1989)